# カンダハール (映画)
カンダハール（Safar e Ghandehar）は2001年制作のイラン映画。主人公のナファスを演じたニルファー・パズィラは実際にアフガニスタンからの難民で、この作品は彼女の実体験にフィクションを交えて描かれている。
アフガニスタンにおける、貧窮、女性差別、それらの中に生きる人々を描き出した作品。2001年カンヌ国際映画祭エキュメニック賞（国際キリスト教会審査員賞）、同年ユネスコ〈フェデリコ・フェリーニ〉メダル、同年テサロニキ映画祭国際批評家賞受賞。

## キャスト
- ニルファー・パズィラ：ナファス（吹替:土井美加）
- ハッサン・タンタイ:サヒブ（吹替:山崎たくみ）
- ハヤトラ·ハキミ:ハヤト（吹替:高嶺 巌）

## ストーリー
タリバン政権下のアフガニスタンからカナダに亡命したジャーナリストのナファス。未だに家族はアフガニスタンにおり、彼らの身を気遣う日々であった。ある日、地雷で片足を失った妹から手紙が届き、絶望の中、妹は次の日食の前に自殺すると書いてきた。ナファスは妹のため、危険を冒してカンダハールに向かう。